# مطار العين الدولي
مطار العين الدولي يقع في مدينة العين، ويحتوي على مبنى للركاب ومبنى للشحن ومواقف للطائرات ومباني أخرى يجري العمل على بناءها.
افتتح مطار العين الدولي في 31 مارس 1994 الشيخ خليفة بن زايد آل نهيان ولي عهد الإمارة آنذاك. ويعد المطار مقراً لكل من كلية خليفة الجوية وشركة ستراتا وكلية الأفق للطيران. ومنذ 2004 يعقد كل عامين في المطار بطولة العين الدولية للإستعراضات الجوية والتي تستقطب العديد من المشاركين الدولين والزوّار . ويجري العمل الآن على بناء منشآت جديدة لإصلاح وصيانة الطائرات وتصنيع قطع غيارها كشركة ستراتا وغيرها. كما يوجد بالقرب المطار حديقة عامة تحتوي مسطحات خضراء وأماكن للترفيه. وما يميّز هذا المطار هو موقف الطائرات الذي يطل مباشرة على الحديقة وبالتالي فهي فرصة رائعة لرؤية الطائرات هناك من مسافة قريبة جدا وسماع صوت محركاتها.
وبالرغم من صغر هذا المطار وقلة الرحلات إليه إلّا أنه يمكن مشاهدة طائرات عملاقة فيه كطائرة أنتونوف 124 وطائرة الجامبو بوينغ 747 وطائرات عسكرية مثل إيرباص إيه 400إم.

## الخطوط العاملة في المطار
| شركـات طيـران                     | الوجهات                                   |
| --------------------------------- | ----------------------------------------- |
| طيران الهند إكسبريس               | مطار كاليكوت الدولي                       |
| الخطوط الجوية الأفغانية آريانا    | مطار كابل الدولي                          |
| الاتحاد للطيران                   | موسمي: مطار الملك عبد العزيز الدولي       |
| طيران الخليج                      | مطار البحرين الدولي                       |
| طيران الجزيرة                     | مطار الكويت الدولي                        |
| النيل للطيران                     | مطار القاهرة الدولي                       |
| الخطوط الجوية الدولية الباكستانية | مطار باجا خان الدولي, مطار سيالكوت الدولي |

## وصلات خارجية
- مطار العين الدولي على موقع ورلد أرو داتا